# Tomares ballus
Tomares ballus je druh motýla z čeledi modráskovití. Vyskytuje se na severu Afriky a na východě Evropy. Létá od února do dubna, ve Španělsku a Portugalsku již od ledna a ve Francii až do května.

## Popis

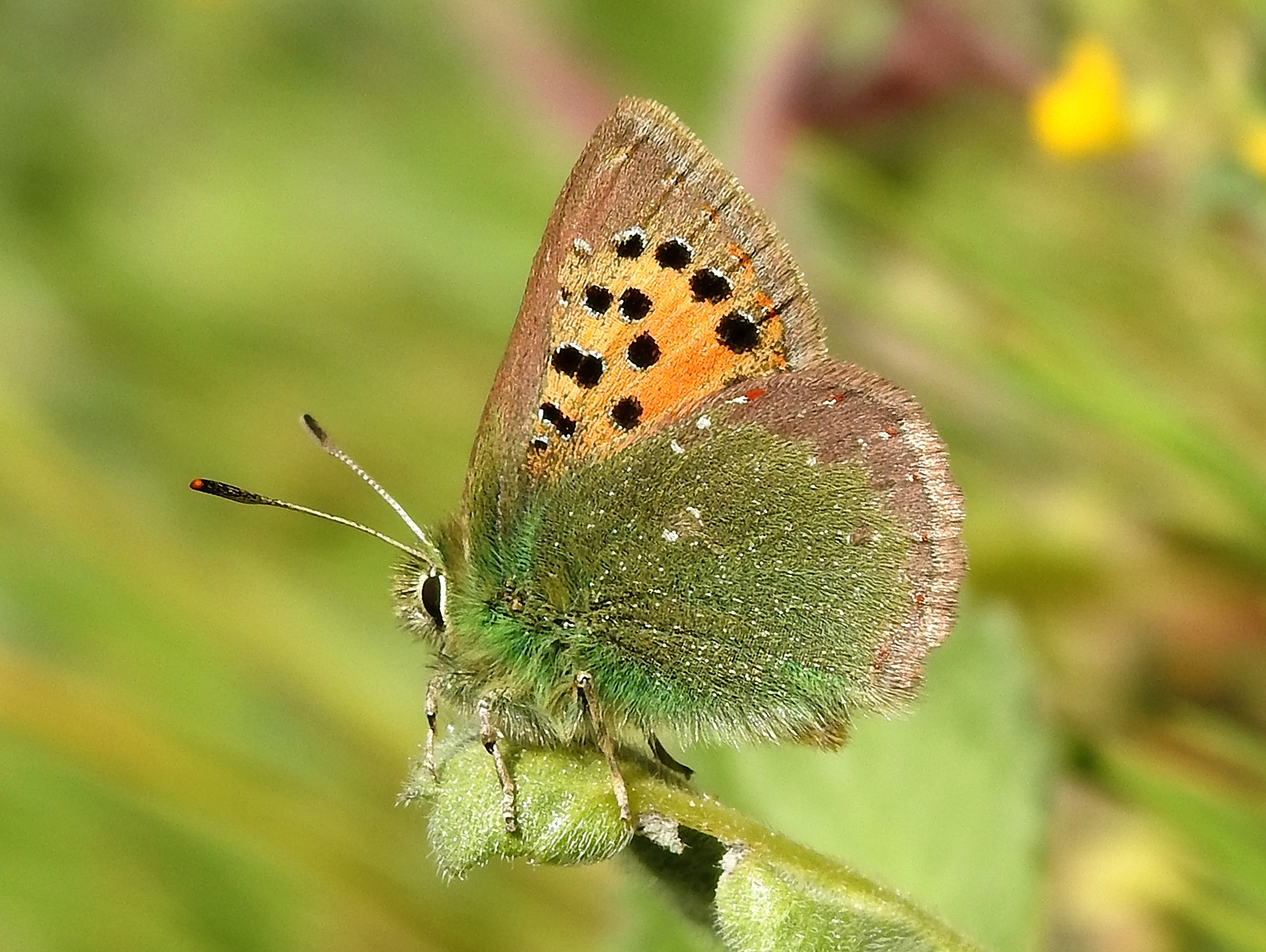
Tomares ballus ve Francii

Samci Tomares ballus jsou nahoře tmavě hnědí, zatímco samice mají na obou křídlech velké kovově oranžové skvrny. U samců i samic je spodní strana zadních křídel nápadně zelená a u dospělců znatelně chlupatá. S věkem se barva postupně mění na modrozelenou. Křídla jsou lemována šedohnědým pruhem.

## Výskyt
Tomares ballus obývá nízko rostoucí porosty (např. tolice), které klíčí po deštích na podzim a rostou v zimě a na jaře. Larvy se přirozeně vyskytují na skalnatých stráních, pastvinách, mohou být nalezeny ale i na obhospodařovaných polích.
Tomares ballus se vyskytuje na severu Afriky (od západu od Maroka přes Alžírsko, Tunisko, Libyi až po východ po Egypt) a na východě Evropy (od západu od Portugalska přes Španělsko a Gibraltar až po východ po Francii).

## Poddruhy
Tomares ballus má 2 uznávané poddruhy:
- T. b. ballus – nominátní poddruh; Maroko, Alžírsko, Španělsko
- T.  b. mareoticus – Tunisko, Libye, Egypt, Izrael